# يوسي كلاين هاليفي
يوسي كلاين هاليفي (من مواليد عام 1953) هو كاتب وصحفي إسرائيلي أمريكي المولد. ويعمل محاضر في المعهد اللاهوتي اليهودي الأمريكي (جتس) (JTS) منذ 2013 . يسكن في القدس بالتلة الفرنسية جيفعات شبيرا.

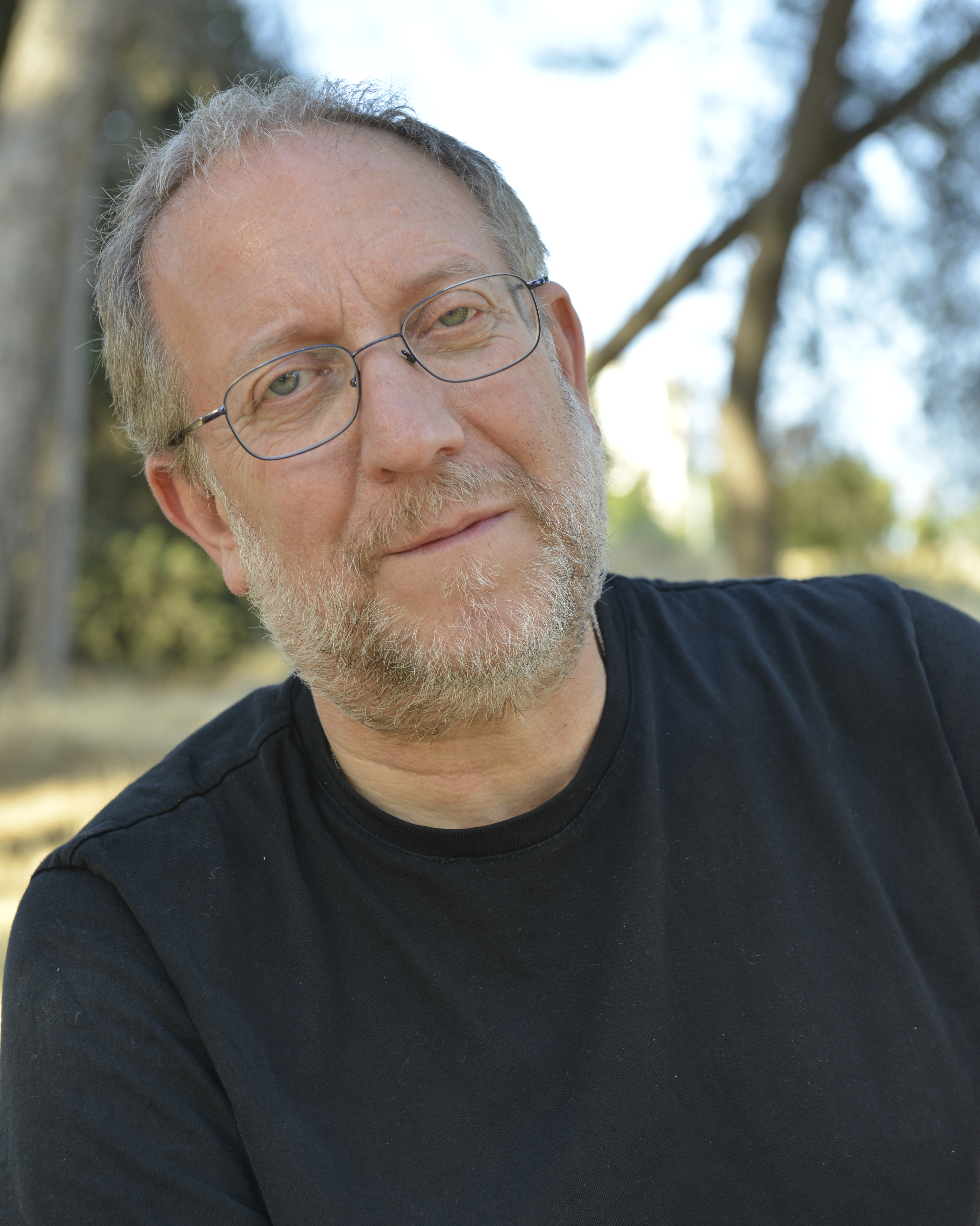
يوسي كلاين هاليفي في 2012

## سيرة شخصية
ولد هاليفي وترعرع في برو بارك، بروكلين في مدينة نيويورك في عائلة يهودية. كان والده أحد الناجين من الهولوكوست حيث ولد في المجر. بعد التحاقه بالمدرسة الثانوية في جامعة ياشيفا الثانوية للبنين (أكاديمية مارشا ستيرن التلمودية) - (فرع بروكلين) انجذب إلى حركات الشباب في اليمين اليهودي القومي، عندما كان مراهقاً  ، في عام 1975 حصل على شهادة البكالوريوس في الدراسات اليهودية في كلية بروكلين، في عام 1978 حصل على شهادة الماجستير في الصحافة في جامعة نورث وسترن، في عام 1982 انتقل إلى إسرائيل مع زوجته سارة.

## عمله الصحفي
عمله في بدايات عمله الصحفي بمجلة تقرير القدس التي تصدر مرتين في الأسبوع منذ إنشائها في 1990 حتي 2002 ، عمل كاتب عمود في جيروزاليم بوست، كما أنه كتب في افتتاحيات الصحف حول القضايا الإسرائيلية حيث كتب في «لوس أنجلوس تايمز» وأحيانًا لصحيفة «نيويورك تايمز» و «واشنطن بوست» و «ذا جلوب أند ميل». 
في عام 2001 نشر كتابه «على باب جنة عدن» يتناول فيه محاولته الصلاة مع المسلمين والمسيحيين في ارض القدس. ( ومن بين جميع المسلمين الذين فاتحهم كان الصوفيون وحدهم الذين رحبوا به للسجود بجانبهم. وانها لخسارة يومية ان يكون الصوفيون «هامشيين على نحو لا معقول» في الإسلام، على حد تعبير يوسي نفسه)  نشرت داركيتر للنشر الكتاب باللغة العبرية، وفي عام 2009 ترجم إلى باللغة الألمانية.
هاليفي زميل رفيع في معهد شالوم هارتمان بالقدس ومراسل إسرائيل ومحرر في مجلة ذا نيو ريببلك (مجلة الجمهورية الجديدة) السياسية في واشنطن ومحاضر في الجامعة الأمريكية والكندية والجامعات الإسرائيلية وينصب جُل محاضراته حول الأوضاع السياسية والثاقافية في إسرائيل والصراع العربي الإسرائيلي، في خريف عام 2013 بدأ بالتدريس في المدرسة اللاهوتية اليهودية في نيويورك.

## نشاطه السياسي
ينشط بمشروع السلام متعدد الأديان الذي تتبناه جمعية "البيت المفتوح" الذي يترأس مجلس إدارتها، ومقرها الرملة وهو مشروع تعليمي عربي يهودي.وهو عضو فاعل بالجمعية الإسرائيلية لليهود الإثيوبيين (IAEJ). كان أحد المؤسسين وأحد أعضاء إدارة منتدى الإعلام الإسرائيلي الفلسطيني - المنتهي - ، الذي جمع بين الصحفيين الإسرائيليين والفلسطينيين. يتشارك إدارة مبادرة القيادة الإسلامية (MLI) مع الإمام عبدالله أنتيبلي من جامعة دوك. وهو مهتم بعمليات المصالحة بين الإسرائليين والفلسطينيين وجاء ذلك الدافع حينما كان يعمل كجندي احتياطي إسرائيلي يخدم في مخيمات اللاجئين في غزة في الثمانينيات. لقد ذكّره الفلسطينيون المراهقون، في رميهم الحجارة على دوريته العسكرية، بنفسه كمنظر شاب متحمس لأحلامه وبمقابل ذلك صعوبة محاولة قمع الشوق الوطني للشعوب".

## أعماله الأدبية المنشورة
- كتاب (Memoirs of a Jewish Extremist) (مذكرات يهودي متطرف) ISBN 978-0-316-49860-9
- كتاب (At the Entrance to the Garden of Eden) (عند مدخل جنّة عدن) ISBN 978-0-06-050582-0
- كتاب (Like Dreamers) (مثل الحالمين: قصة المظليين الإسرائيليين الذين أعادوا توحيد القدس وقسموا أمة)
- رسائل إلى جاري الفلسطيني - تحت النشر-